# USCGC Ingham (WPG-35)
USCGC Ingham (WHEC-35) je kutr Pobřežní stráže Spojených států amerických třídy Treasury. Ve službě byl v letech 1936–1988. Za druhé světové války byl nasazen jako eskorta konvojů (potopil německou ponorku U 626) a později jako velitelské plavidlo. Bojoval rovněž ve vietnamské válce. Vyřazen byl roku 1988. V té době byl po USS Constitution druhou nejdéle sloužící americkou válečnou lodí a zároveň poslední americkou válečnou lodí v aktivní službě, která potopila nepřátelskou ponorku. Od roku 1989 funguje jako muzejní loď, nejprve v Charlestonu a od roku 2009 v Key West.

## Stavba

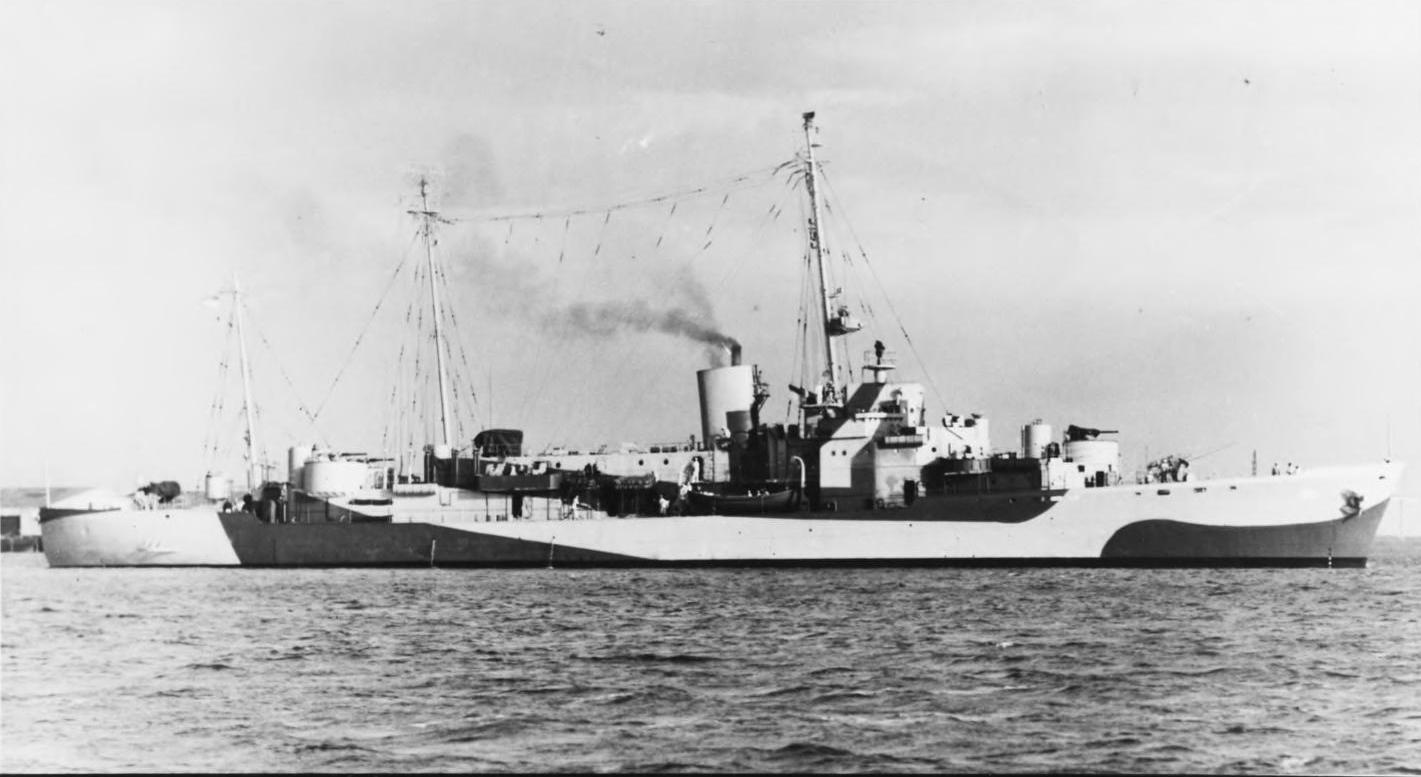
Ingham za druhé světové války v roce 1944

Plavidlo postavila americká loděnice Philadelphia Naval Shipyard ve Filadelfii. Objednáno bylo 30. ledna 1934. Kýl plavidla byl založen 1. května 1935. Kutr byl na vodu spuštěn 3. června 1936, společně se sesterskými plavidly USCGC William J. Duane (WPG-33) a USCGC Roger B. Taney (WPG-37). Plavidlo pokřtila Katherine Ingham Brush. Do služby byl kutr přijat 12. září 1936.

## Konstrukce

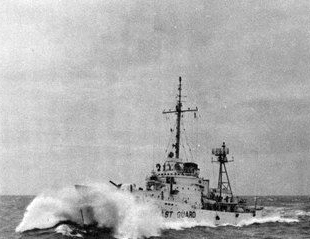
Ingham u vietnamského pobřeží

Výzbroj tvořily dva 127mm/51 kanóny, dva 57mm/50 kanóny Mk.8 a jeden 37mm/50 kanón Mk.4. Nesen byl jeden hydroplán Grumman JF Duck, nebo Grumman J2F Duck. Pohonný systém tvořily dva kotle Babcock & Wilcox a dvě turbíny Westinghouse o výkonu 5250 hp, pohánějící dva lodní šrouby. Nejvyšší rychlost dosahovala 19 uzlů. Dosah byl 9500 námořních mil při rychlosti 11 uzlů.

### Modifikace
Roku 1941 byl Ingham upraven do plnění eskortních úkolů. Odstraněny byly 57mm kanóny, 37mm kanón a hydroplán. Nové složení výzbroje bylo tři 127mm kanóny, tři 76mm kanóny, čtyři 12,7mm kulomety, jeden vrhač a dva spouštěče hlubinných pum.
V roce 1943 byla posílena protiletadlová a protiponorková výzbroj plavidla. Její nové složení bylo dva 127mm kanóny, čtyři 76mm kanóny, dva 20mm kanóny, jeden salvový vrhač hlubinných pum Hedgehog, šest vrhačů a dva spouštěče hlubinných pum.
Roku 1944 byl Ingham upraven na velitelské plavidlo. Upravené složení výzbroje bylo dva 127mm kanóny, tři dvojité 40mm kanóny, čtyři 20mm kanóny. Vybavení plavidla doplnily radary SC, SG, Mk.26 a sonar QC.
Roku 1946 byla výzbroj upravena na jeden 127mm kanón, dvojitý 40mm kanón, osm 20mm kanónů a salvový vrhač hlubinných pum Hedgehog.
Roku 1966 Inghamnesl jeden 127mm kanón, dva 12,7mm kulomety a dva dvojité 324mm torpédomety. Vybaven byl radary SPS-29D a SPA-52 a sonarem SQS-11.

## Služba

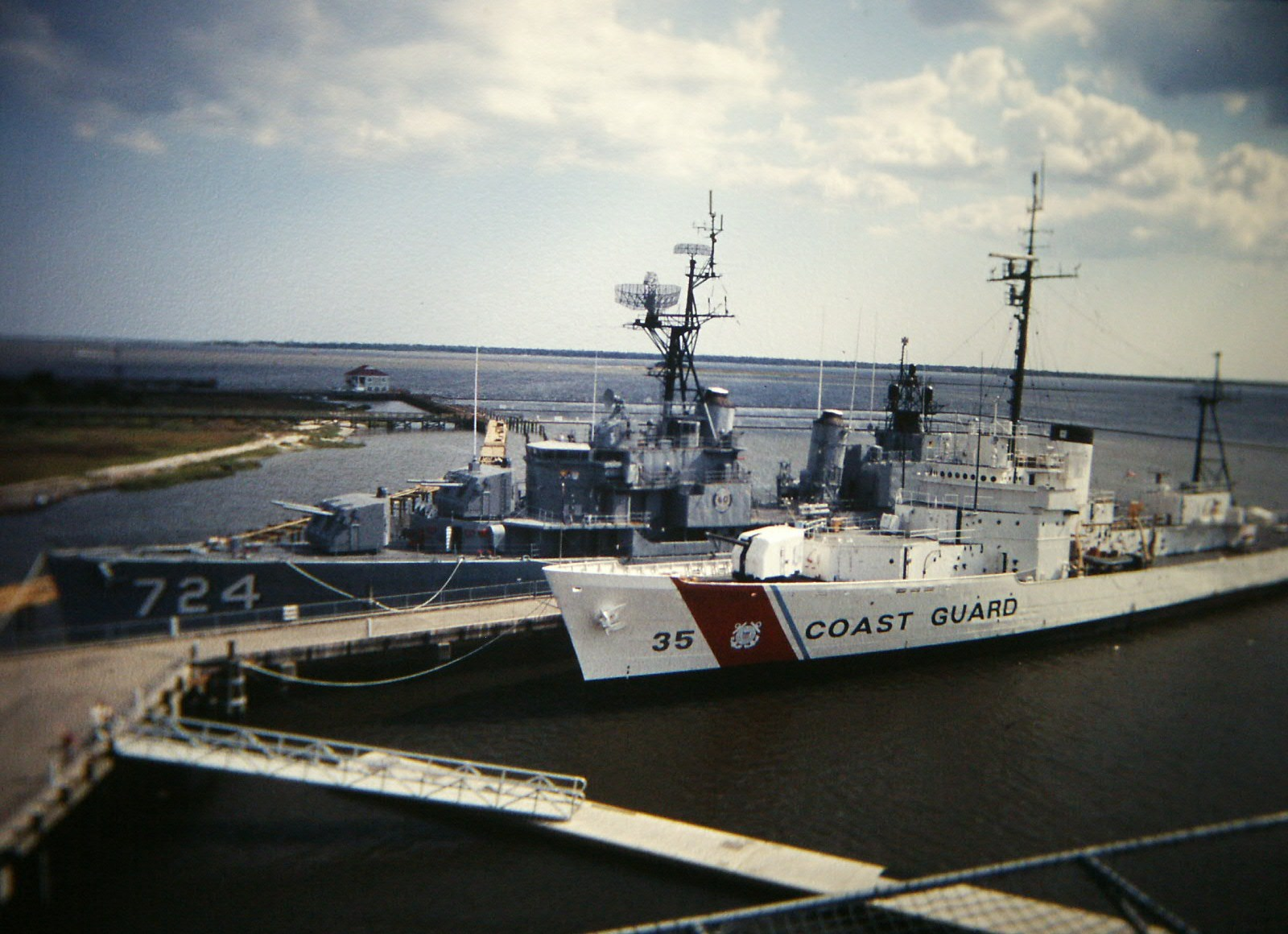
Ingham v Patriot's Pointu v roce 2001

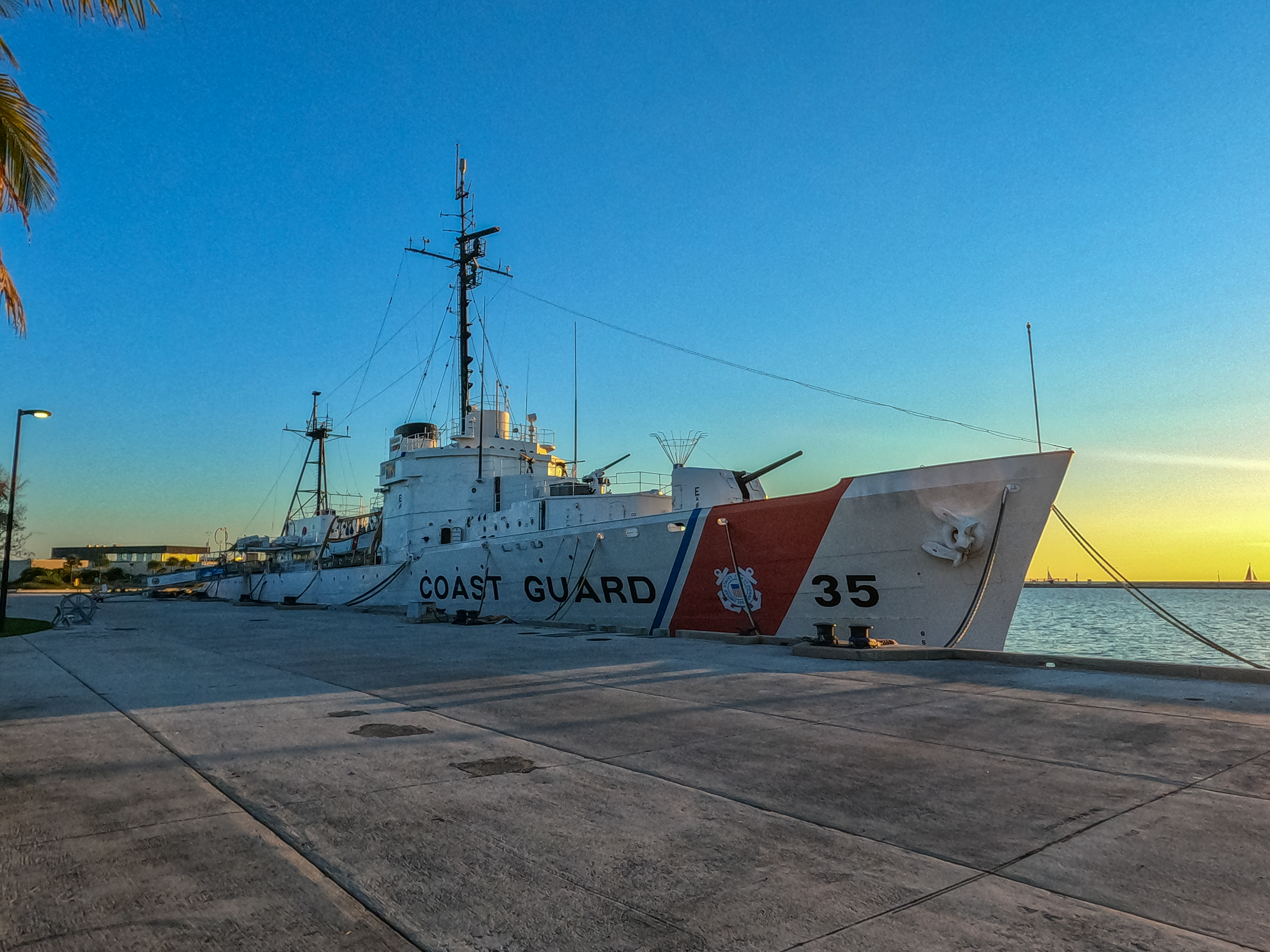
Ingham v Key West v roce 2021

Kutr byl do služby přijat 12. září 1936 jako USCGC Samuel D. Ingham (WPG-35). V červenci 1937 bylo jeho jméno zkráceno na USCGC Ingham (WPG-35).
Za druhé světové války se kutr nejprve věnoval doprovodu atlantických konvojů. Dne 15. prosince 1942 přitom potopil německou ponorku U 626. Od roku 1944 Ingham sloužil jako velitelská loď pro výsadkové operace (označení plavidla se změnilo na WAGC-35, roku 1946 se vrátilo na původní WPG-35). Účastnil se tří kampaní v Pacifiku.
Od roku 1966 plavidlo neslo označení WHEC-35. Od 3. srpna 1968 do 28. února 1969 byl Ingham nasazen ve vietnamské válce. Za účast v operacích Sea Lords a Swift Raider si vysloužil dvě prezidentské citace. Kutr se poté vrátil ke službě u pobřežní stráže. Vyřazen byl roku 1988.
Od roku 1989 byl Ingham zpřístupněn jako muzejní loď v Patriots Point Naval & Maritime Museum u Charlestonu v Jižní Karolíně. V muzeu kotvil po boku letadlové lodě USS Yorktown (CV-10), torpédoborce třídy Allen M. Sumner USS Laffey (DD-724) a ponorky třídy Balao USS Clamagore (SS-343). Roku 1992 byl kutr prohlášen národní historickou památkou Spojených států amerických.
Dne 20. srpna 2009 byl Ingham přesunut do North Charlestonu, kde prošel opravami v loděnici Detyen's Shipyard. Poté byl odtažen do Key West na Floridě, kam dorazil 24. listopadu 2009. Vystaven byl v tamním USCGC Ingham Maritime Museum.